# Nadjoundi
Nadjoundi ou Natjoundi est une petite ville du Togo.

## Géographie
Nadjoundi est situé à environ 11 km de Dapaong, dans la région des Savanes.

## Vie économique
- Coopérative paysanne

## Lieux publics
- École secondaire
- Dispensaire